# Bahía Hondita
Bahía Hondita är en vik i Colombia.   Den ligger i departementet La Guajira, i den norra delen av landet, 900 km norr om huvudstaden Bogotá.